# Dmitrij Donskoj (opera)
Dmitrij Donskoj (in russo Дмитрий Донской?), conosciuta anche come La battaglia di Kulikovo (in russo Куликовская битва?), fu la prima opera composta da Anton Grigor'evič Rubinštejn, su libretto di Vladimir Aleksandrovič Sollogub e Vladimir Rafailovič Zotov, basato sull'omonimo dramma di Vladislav Aleksandrovič Ozerov. L'opera, ad eccezione della sua ouverture, è andata perduta.

## Storia della composizione
Rubinštejn chiese il libretto dell'opera a Sollogub, che aveva collaborato alla fortunata opera Una vita per lo Zar di Michail Glinka, su un tema chiaramente nazionalista, cioè il successo del principe Dmitrij Donskoj nella battaglia di Kulikovo contro il khan dell'Orda d'Oro Mamaj. Comunque il compositore trascurò gli elementi storici per concentrarsi sulla storia d'amore del protagonista. L'overture fu completata per prima ed eseguita in un concerto nel 1850. A causa di problemi con la censura, l'opera poté essere messa in scena solo il 18 (30) aprile 1852 al teatro Bol'šoj Kamennyj di San Pietroburgo. I censori chiesero con insistenza che il titolo fosse cambiato in La battaglia di Kulikovo. Rubinštejn fu soddisfatto della reazione del pubblico, anche se si lamentò della qualità dei cantanti. Tuttavia l'opera ebbe solo quattro rappresentazioni, ed in seguito non sembra essere stata più messa in scena. La sua partitura è andata perduta, tranne l'ouverture e poche parti vocali.

## Trama
Dmitrij Donskoj conquista la mano di Ksenija contro il suo rivale Tverskoj, quando conduce i Russi alla vittoria su Mamaj nella battaglia di Kulikovo.